# ジョン・エイモス
ジョン・アレン・エイモス・ジュニア（John Allen Amos Jr. 1939年12月27日 - 2024年8月21日）は、ニュージャージー州ニューアーク出身の俳優。プライムタイム・エミー賞及びNAACPイメージ・アワードを獲得している。テレビでは『メアリー・タイラー・ムーア・ショウ』、『Good Times』『ルーツ』、『ザ・ホワイトハウス』などの出演で知られている。またブロードウェイミュージカルや多くの映画に出演。

## 経歴
ニュージャージー州ニューアーク生まれ。州内の高校に進学した後、1958年にロングビーチ・シティ・カレッジに進学し、その後コロラド州立大学に転校、ゴールデングローブのチャンピオンになった。1964年にAFLのデンバー・ブロンコスとフリーエージェントで契約したがシーズン開幕前にカットされてUnited Football Leagueのチームでプレイした。1965年にはContinental Football Leagueのチームで、1966年にはAtlantic Coast Football Leagueでプレイした。1967年にようやくAFLのカンザスシティ・チーフスと契約したが、トレーニングキャンプ中にカットされてContinental Football Leagueでプレイした。
1970年から1973年まで『メアリー・タイラー・ムーア・ショウ』でGordy Howeの役を、1974年から1976年まで『Good Times』でJames Evans, Sr.（実際は8歳年下のジミー・ウォーカーの20歳ほど年上の父親で19歳年上のエスター・ローレの夫役）を演じ、1977年には社会現象を巻き起こした『ルーツ』で主役のクンタ・キンテ役を演じ不動の地位を得た。テレビでは他に『コスビー・ショー』や『特攻野郎Aチーム』、『刑事ハンター』に出演したほか、『ザ・ホワイトハウス』ではパーシー・フィッツウォレス統合参謀本部議長役を演じた。2008年9月には『マイネーム・イズ・アール』にも出演している。
映画では『Let's Do It Again|』、『史上最大のスーパー・チャンピオン』、『ミラクルマスター/7つの大冒険』、『星の王子 ニューヨークへ行く』、『ロックアップ』、『ダイ・ハード2』、『ドクター・ドリトル3』などに出演している。
2024年10月1日、同年8月21日にロサンゼルスで自然死したことが分かった。84歳没。

## 主な出演作品

### 映画
| 公開年 | 邦題 原題                                                      | 役名                   | 備考          |
| ------ | -------------------------------------------------------------- | ---------------------- | ------------- |
| 1971   | スウィート・スウィートバック Sweet Sweetback's Baadasssss Song | バイカー               |               |
| 1973   | 史上最大のスーパー・チャンピオン The World's Greatest Athlete  | サム・アーチャー       |               |
| 1979   | 激走!コンボイウーマン・ウイラ Willa                            | ヴァージル             | テレビ映画    |
| 1980   | ラスト・レター Touched by Love                                 | トニー                 |               |
| 1980   | 脱獄アルカトラズ Alcatraz: The Whole Shocking Story            | バンピー・ジョンソン   | テレビ映画    |
| 1982   | ミラクルマスター/7つの大冒険 The Beastmaster                   | セス                   |               |
| 1983   | ジャングル・ヒート Dance of the Dwarfs                         | エステバン             |               |
| 1985   | アメリカン・フライヤーズ American Flyers                       | コンラッド博士         |               |
| 1988   | 星の王子 ニューヨークへ行く Coming to America                  | クレオ・マクドウォール |               |
| 1989   | ロックアップ Lock Up                                           | メイズナー             |               |
| 1990   | マスターズ・オブ・ホラー/悪夢の狂宴 Due occhi diabolici        | レグランド             | 第2話「黒猫」 |
| 1990   | ダイ・ハード2 Die Hard 2                                       | グラント               |               |
| 1992   | リコシェ Ricochet                                              | スタイルズ             |               |
| 1992   | マック/約束の大地 Mac                                          | ナット                 |               |
| 1993   | ナイト・トラップ/戦慄の銃弾 Night Trap                         | ホッジス               |               |
| 1998   | ザ・プレイヤーズ The Players Club                              | フリーマン             |               |
| 2000   | フェイス・イン・ラブ Disappearing Acts                         | ミスター・スウィフト   | テレビ映画    |
| 2004   | 大統領のカウントダウン Lichnyy nomer                           | メロイ将軍             |               |
| 2005   | アルティメットウェポン Boy s tenyu                             | ヒル                   |               |
| 2006   | ドクター・ドリトル3 Dr. Dolittle 3                             | ジャド・ジョーンズ     | ビデオ映画    |
| 2006   | デスクロウ Voodoo Moon                                         | ダッチ                 | テレビ映画    |

### テレビシリーズ
| 放映年    | 邦題 原題                                                | 役名                                       | 備考                               |
| --------- | -------------------------------------------------------- | ------------------------------------------ | ---------------------------------- |
| 1970-1977 | メアリー・タイラー・ムーア・ショウ Mary Tyler Moore      | ゴーディ・ハウ                             | 13エピソード                       |
| 1974-1976 | Good Times                                               | ジェームズ・エヴァンズ・シニア             | 61エピソード                       |
| 1977      | ルーツ Roots                                             | トビー                                     | ミニシリーズ                       |
| 1984      | 特攻野郎Aチーム The A-Team                               | テイラー                                   | 1エピソード                        |
| 1987      | ジェシカおばさんの事件簿 Murder, She Wrote               | ドク・ペンローズ                           | エピソード『八百長は死で報われる』 |
| 1988      | コスビー・ショー The Cosby Show                          | ハーバート                                 | 1エピソード                        |
| 1984-1989 | 刑事ハンター Hunter                                      | ドラン                                     | 14エピソード                       |
| 1995-1997 | In the House                                             | サム・ウィルソン                           | 11エピソード                       |
| 1997      | 炎のテキサスレンジャー Walker, Texas Rang                | ロスコー・ジョーンズ                       | 1エピソード                        |
| 1999-2004 | ザ・ホワイトハウス The West Wing                         | パーシー・フィッツウォレス統合参謀本部議長 | 21エピソード                       |
| 2000-2001 | The District                                             | イーサン・ベイカー                         | 10エピソード                       |
| 2003-2004 | All About the Andersons                                  | ジョー・アンダーソン                       | 16エピソード                       |
| 2006-2008 | Men in Trees                                             | バズ・ワシントン                           | 27エピソード                       |
| 2007      | サイク/名探偵はサイキック? Psych                         | バートンおじさん                           | 1エピソード                        |
| 2008      | マイネーム・イズ・アール My Name Is Earl                 | ジョー                                     | 1エピソード                        |
| 2010      | チャーリー・シーンのハーパー★ボーイズ Two and a Half Men | エド                                       | 3エピソード                        |
| 2010      | 救命医ハンク セレブ診療ファイル Royal Pains              | ハリソン・フィリップス                     | 1エピソード                        |
| 2010      | 30 ROCK/サーティー・ロック 30 Rock                       | ジョン・エイモス                           | 1エピソード                        |
| 2010      | ライ・トゥ・ミー 嘘は真実を語る Lie to Me                | ジム・ウィーヴァー                         | 1エピソード                        |